# Nyakatanga
Nyakatanga ist ein ländlicher Bezirk (Ward) des Distriktes Muleba in der tansanischen Region Kagera.

## Geografie
Nyakatanga liegt im Nordwesten von Tansania, nordwestlich der Bezirkshauptstadt Muleba. Die Fläche des Bezirks beträgt 52,92 Quadratkilometer, bei der Volkszählung 2022 wohnten 9417 Menschen in 2176 Haushalten.

## Gliederung
Der Bezirk besteht aus drei Gemeinden (Mtaa) mit 14 Orten (Kitongoji):
| Nyakatanga - Kalengo - Nyakatoke - Busimba - Kyabilungu | Buhuma - Buhuma - Murutage - Nyakashenye - Nyarubaizi - Nyarugando | Biija - Biija - Rushambara - Kisiru - Kakulaijo - Mulole |

## Infrastruktur
- Bildung: Die weiterführende Schule in Nyakatanga bildet Mädchen und Burschen bis zur 4. Stufe aus.[6]